# ジム・アコスタ
ジム・アコスタ（英: Abilio James Acosta、1971年4月17日 - ）は、アメリカ合衆国のジャーナリスト。2007年から2025年までニュース専門放送局CNNで活動。
オバマ政権からトランプ政権の期間には、CNNのホワイトハウス特派員を務め、トランプとの衝突で注目を集めた。2021年1月、CNNのアンカー兼チーフ国内特派員に任命。2025年1月28日、最後の放送を行いCNNを退社した。

## 概要
キューバ系アメリカ人。ジェームズ・マディソン大学を卒業後、ヴァージニア州のラジオ局WSVAに勤めたこともあった。
1994年に、フォックス放送が所有し放送をする、WTTGでデスクアシスタントとして働く。
1995年には、NBCのWBIR-TVでテネシー州のノックスビルでリポーターとなり、1998年まで勤めた。
1998年からCBSに勤め始める。同年から2000年まではダラスのKTVT、2000年から2001年まではシカゴのWBBM-TV、2001年から2003年まではダラスとシカゴの両方をメインとしながらCBSニュースの特派員として働く。その後、2003年2月から2007年3月までCBSニュースのニューヨークをメインとし、後にアトランタへと移った。CBSニュース時代は2004年アメリカ合衆国大統領選挙の民主党代表ジョン・ケリーやバグダッドのイラク戦争、ハリケーン・カトリーナを担当した。
2007年4月、CNNに入社。2008年アメリカ合衆国大統領選挙中、民主党からのバラク・オバマやヒラリー・クリントンを報道した。2016年には、オバマ大統領のキューバ訪問に同行した。
2017年1月11日、トランプタワーで行われたドナルド・トランプの大統領選挙後初の記者会見で、アコスタは大統領選中のロシアとの関係について質問しようとしたが、トランプはバズフィードとCNNを批判し質問への応答を無視した。
2018年11月8日、記者会見でアコスタはホワイトハウスのインターンとトラブルになった。トランプはアコスタを「失礼でひどい人間」と呼び、翌日にはホワイトハウスの入館証を取り上げられ出入禁止となった。これを受けてCNNは、アコスタの入館証返還を求めてワシントン（コロンビア特別区）地方裁判所に提訴。同月16日、裁判所の判事は記者の許可証を戻すよう政権側に命令。同月19日、ホワイトハウスはアコスタは入館証を返還した。

### CNN退社
2025年1月23日、CNNは平日の番組編成変更の計画を発表した。その中には、アコスタとパメラ・ブラウンが担当する『CNNニュースルーム』の枠を、ウルフ・ブリッツァーとブラウンが担当する『ザ・シチュエーション・ルーム』で置き換えることが含まれていた。その新しい編成によってアコスタがどのように扱われるかは、不明確であり、彼が深夜番組への移籍のオファーを断ったとする報道もあった。1月28日、アコスタはCNNを退社することを発表し、新たな活動の場として、Substackへのリンクをソーシャルメディアに投稿した。